# Rozptylová funkce
Rozptylová funkce (anglicky point spread function, PSF) popisuje tvar, do nějž se v zobrazovacím systému (jako mikroskop či dalekohled) vykreslí bodový zdroj světla. Při zobrazení v ploše ji popisuje Airyho funkce. Sestává z nejintenzivnějšího maxima prvního řádu, okolo nějž jsou výrazně méně intenzivní maxima vyšších řádů, tzv. Airyho disky.

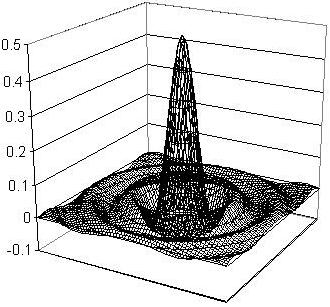
3D projekce Airyho funkce
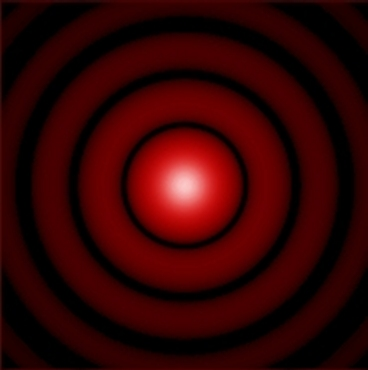
Zobrazení bodu změněné Airyho funkcí